# Система Нимцовича
Система Нимцовича — система, возникающая во французской защите после ходов: 
 1. e2-е4 e7-e6 
 2. d2-d4 d7-d5 
 3. e4-e5  c7-c5!
Относится к полуоткрытым началам.
Впервые сторонником этого варианта выступил Л. Паульсен (ок. 1879 г.). Однако в течение длительного времени немедленный захват пространства в центре белыми подвергался критике. В начале XX века в защиту продолжения 3. e4-е5 высказался А. Нимцович. Его основные стратегические доводы заключались в следующем: 
1. положение пешки на е5 парализует естественное развитие коня на королевском фланге и косвенно задерживает развитие всего королевского фланга;
2. перенос давления с поля d5 на поле е6 способствует в дальнейшем оказанию давления на положение чёрных в центре.

Однако с точки зрения современной дебютной теории, учитывающей также фактор времени, белые теряют темп и чёрные получают дополнительное время на развитие, что в свою очередь дает им шансы на получение полноправной контригры. Поэтому в современной шахматной практике этот вариант используется относительно редко.
За белых применяется Евгением Свешниковым, Харменом Джонкманом и Виктором Купрейчиком.